# لوله‌سانان
لوله‌سانان (Aulopiformes) راسته‌ای از ماهیانی شعاع‌باله هستند. این راسته شامل ۱۳ خانواده از ماهیان دریازی می‌شود.

## منابع

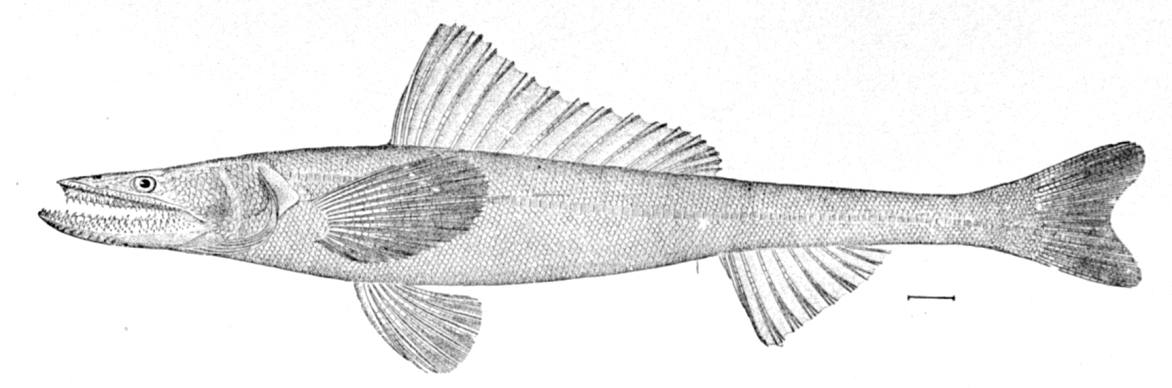
سوسمارماهیان: سوسمارماهی ژرفزی, Bathysaurus ferox

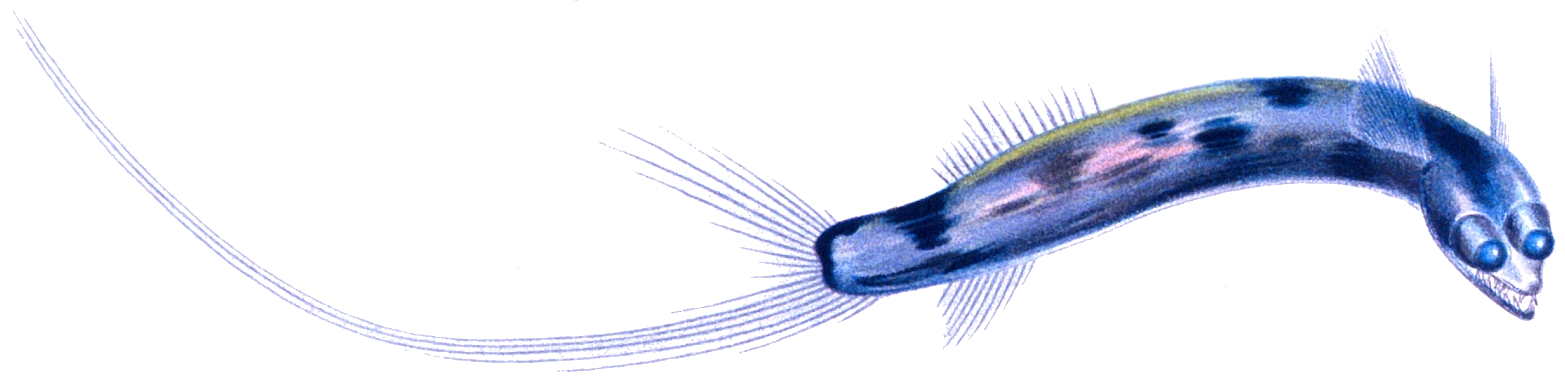
ماهیان تلسکوپی: Gigantura chuni